# Herbert Chitepo
Herbert Wiltshire Chitepo, né le 15 juin 1923 à Watsomba (Rhodésie du Sud) et mort le 18 mars 1975 à Lusaka (Zambie), est un avocat, homme politique et chef militaire de guérilla zimbabwéen. Il dirige la Zimbabwe African National Union jusqu'à son assassinat, vraisemblablement commis par la Central Intelligence Organization rhodésienne en mars 1975.

## Biographie

### Jeunesse et formation
Chitepo est né dans un village du district d'Inyanga dans la colonie britannique de Rhodésie du Sud. Sa famille est originaire de l'ethnie shona. 
Il est scolarisé chez les missionnaires à l'école de St-David puis à celle de St-Augustine avant de poursuivre des études supérieures en Afrique du Sud au collège Adam de la province du Natal. En 1945, il devient enseignant. 
Après une année d'enseignement, il reprend des études supérieures à l'université de Fort Hare en Afrique du Sud. Il est diplômé en droit en 1949, devenant le premier noir de Rhodésie à devenir avocat. Il s'inscrit alors au barreau de Londres, et travaille comme assistant de recherche à l'École des études orientales et africaines. 
En 1954, il revient en Rhodésie du Sud et plaide à la Cour en faveur de nombreux nationalistes africains. En 1961, il est le conseiller juridique de Joshua Nkomo, le fondateur de l'Union du peuple africain du Zimbabwe (ZAPU), lors de la conférence constitutionnelle à Londres sur la Rhodésie du Sud.

### Au sein de la ZANU
En mai 1962, la ZAPU est interdite en raison d'activités militaires sur le sol rhodésien. Craignant d'être arrêté pour ses liens avec Nkomo, Chitepo quitte la Rhodésie du Sud pour le Tanganyika où il devient directeur général du bureau du procureur. 
En 1964, la ZANU, née d'une scission de la ZAPU en 1963, est à son tour interdite ; elle choisit l'option militaire et installe son quartier général en Tanzanie, ex-Tanganyika. 
En janvier 1966, Chitepo démissionne de son poste au bureau du procureur et s'installe en Zambie. Il rejoint la ZANU et tente d'organiser la branche militaire du mouvement, parcourant le monde pour demander des sanctions économiques internationales contre la Rhodésie après sa déclaration unilatérale d'indépendance du 11 novembre 1965. Il organise plusieurs tentatives d'infiltration de la Rhodésie en 1966 mais sans grand succès. En 1972, il coordonne des actions avec le FRELIMO mozambicain.
Politiquement modéré, Chitepo désapprouve l'option militaire retenu par Nkomo pour lutter contre le gouvernement colonial de Rhodésie du Sud. Il se rapproche de Ndabaningi Sithole et devient président de la nouvelle ZANU  ; il le demeure jusqu'à son assassinat le 18 mars 1975. 

### L'assassinat
Chitepo est tué par l'explosion de sa voiture en pleine rue de Lusaka. L'attentat n'est pas revendiqué mais imputé d'abord aux services secrets rhodésiens. L'enquête diligentée par le président Kenneth Kaunda met cependant en cause d'autres auteurs possibles comme Josiah Tongogara, chef militaire de la faction militaire de la ZANU, Rugare Gumbo, secrétaire à la propagande, Henry Hamadziripi, secrétaire aux finances, Kumbirai Kangai, secrétaire aux affaires sociales et Mukudzei Mudzi, le secrétaire administratif du mouvement, tous concurrents politiques au sein de la ZANU.
Tongogara est personnellement mis en cause par James Chikerema, un proche de Chitepo alors que Ian Smith, Premier ministre de Rhodésie, Kenneth Kaunda, Président de la république de Zambie, et John Vorster, Premier ministre d'Afrique du Sud sont personnellement tous trois mis en cause par le journaliste anglais David Martin. Dans son ouvrage consacré aux Selous Scouts, le lieutenant-colonel Ron Reid-Daly, commandant des forces de sécurité de Rhodésie met en cause la responsabilité des services secrets rhodésiens, la Central Intelligence Organization (CIO) et Ken Flower, son directeur général, qui en aurait pris la décision.
En juillet 2001, Victoria Chitepo, veuve d'Herbert Chitepo, se fondant notamment sur des déclarations de Kenneth Kaunda, met en cause des responsables politiques de la ZANU et affirme que les services rhodésiens n'étaient pas impliqués dans la mort de son mari. Elle réclame que les coupables soient traduits en justice.[réf. nécessaire]
Le décès de Chitepo profite principalement à Robert Mugabe qui lui succède à la direction de la ZANU. La mort de Tongogara, son autre rival, dans un mystérieux accident de voiture en décembre 1979, un mois et demi avant les premières élections générales en Rhodésie auxquelles participe la ZANU de Mugabe, permet à Mugabe de se retrouver le chef incontesté du parti. En avril 1980, vainqueur des élections, il devient le Premier ministre du Zimbabwe. 